# フランク・マクファーレン・バーネット
フランク・マクファーレン・バーネット（Frank Macfarlane Burnet OM AK KBE FRS FAA FRSNZ、1899年9月3日 - 1985年8月31日）は、免疫の研究で知られるオーストラリアのウイルス学者。ビクトリア州トララルゴンに生まれた。バーネットは1924年にメルボルン大学で医学博士号を、1928年にロンドン大学で博士号を取得した。彼はバクテリオファージとウイルスの研究に進み、これらの生態、複製、免疫系との関連に関して数々の発見を成し遂げた。

## 業績
1950年代より、彼は免疫学の分野で研究を始め、白血球がどのように抗体を破壊の目標にするのかを説明するクローン選択説の確立に大きく関わった。バーネットとピーター・メダワーは免疫寛容の獲得の研究で1960年度のノーベル生理学・医学賞を受賞した。免疫寛容に関する彼らの研究は、臓器移植の技術の基盤となった。
彼は1956年に研究所を出、その後退官する1978年までメルボルン大学で働いた。この間、彼は31の著書と500を超える論文を書いた。バーネットはオーストラリアの医療政策の決定にも重要な役割を果たし、オーストラリア科学アカデミーの設立にも関わって後に会長を務めた。

## 栄誉
彼はオーストラリアで最も偉大な科学者の一人に上げられている。また彼は1942年に王立協会フェローに選出。1960年に初代のオーストラリアン・オブ・ザ・イヤーに輝き、1978年にはオーストラリア勲章を受勲してナイトに叙せられた。

## 主な受賞歴
- 1947年 ロイヤル・メダル
- 1950年 クルーニアン・メダル
- 1952年 アルバート・ラスカー基礎医学研究賞、エミール・フォン・ベーリング賞
- 1959年 コプリ・メダル